# Thiodina setosa
Thiodina setosa är en spindelart som beskrevs av Cândido Firmino de Mello-Leitão 1947. Thiodina setosa ingår i släktet Thiodina och familjen hoppspindlar. Inga underarter finns listade i Catalogue of Life.